# Hall PH
Le Hall PH était un hydravion de patrouille maritime biplan bimoteur américain des années 1930, développé par la Hall Aluminum Aircraft Corporation à partir du Naval Aircraft Factory PN, conçu après la Première Guerre mondiale, et dont les origines remontent aux hydravions Felixstowe F.5 de la Première Guerre mondiale.
Le PH fut acheté en petits nombres par l'US Navy et l'United States Coast Guard. Il resta en service avec cette dernière jusqu'en 1944, étant utilisé pour des tâches de lutte anti-sous-marine et de recherche et sauvetage

## Conception et développement
En décembre 1927, l'US Navy signa un contrat avec la Hall Aluminum Aircraft Corporation de Bristol, en Pennsylvanie, pour une version évoluée du Naval Aircraft Factory PN-11, qui lui-même avait des origines remontant à l'hydravion Felixstowe F.5 de la Première Guerre mondiale. Le prototype résultant, le XPH-1, prit l'air pour la première fois en décembre 1929.
Le XPH-1 avait des ailes identiques et une coque en métal similaire à celle du PN-11, mais était doté d'une unique gouverne et d'une grande dérive. Il était propulsé par deux moteurs en étoile Wright Cyclone et logeait ses deux pilotes côte-à-côte dans un cockpit ouvert, avec des cockpits pour les mitrailleurs dans le nez et derrière les ailes.
En 1930 la Navy commanda neuf appareils de série, désignés PH-1, qui étaient dotés de moteurs plus puissants et d'un cockpit partiellement fermé pour les pilotes. Les gardes côtes commandèrent sept PH-2, similaires au PH-1 mais dépourvus d'armement, et sept PH-3, avec l'armement réinstallé et un cockpit entièrement fermé pour les pilotes.

## Carrière opérationnelle
La livraison du PH-1 débuta en octobre 1931, équipant l'escadron VP-8 à partir de 1932, opérant depuis le porte-hydravions USS Wright et depuis des bases à Pearl Harbor, dans l'atoll de Midway et la zone du canal de Panama. Il fut remplacé par le Consolidated PBY-1 Catalina en 1937.
La production du PH redémarra en juin 1936, afin d'honorer une commande de sept PH-2 pour les gardes côtes des États-Unis (US Coast Guard). Ils entrèrent en service à partir de 1938, étant les plus gros avions utilisés par les gardes-côtes américain à cette période. En 1939, les gardes-côtes commandèrent sept avions PH-3 supplémentaires, qui entrèrent en service en 1941.
Les hydravions Hall furent utilisés par l'US Coast Guard pour des missions de recherche et sauvetage et étaient dotés d'équipements spécialisés pour ce rôle. À la suite de l'attaque de Pearl Harbor par le Japon et l'entrée des États-Unis dans la Seconde Guerre mondiale, les PH restants furent repeints en couleur vert de gris de l'US Navy, à la place de la finition métal nue initiale, puis armés et utilisés pour effectuer des patrouilles anti-sous-marines, en particulier pendant la période de l'opération Paukenschlag (aussi connue sous le nom d'« Operation Drumbeat »), pendant laquelle des U-boote allemands attaquaient les navires américains sur la côte est des États-Unis. Ils continuèrent toutefois à mener des missions de recherche et sauvetage. L'US Coast Guard continua à utiliser les PH-2 et PH-3 jusqu'en 1944.

## Versions

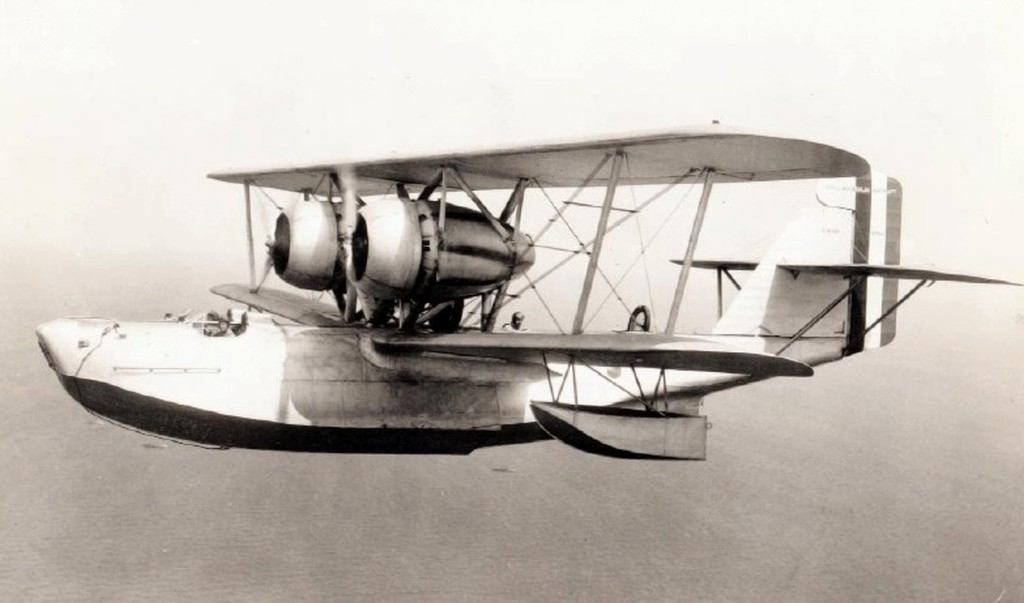
Le prototype XPH-1 en vol. On peut noter le cockpit ouvert des deux pilotes.

- XPH-1 : Prototype, équipé de deux moteurs Wright R-1750 Cyclone 9 de 537 ch (401 kW). Un seul exemplaire produit ;
- PH-1 : Version de production pour l'US Navy. Le cockpit pour les pilotes était partiellement fermé, et l'avion était doté de deux moteurs Wright R-1820-86, installés dans des anneaux de refroidissement Townend à faible corde. Il fut produit à neuf exemplaires ;
- PH-2 : Version de production pour l'US Coast Guard, dotée de deux moteurs Wright R-1820F-51 de 750 ch (560 kW), et n'ayant plus d'armement. Il fut produit à sept exemplaires ;
- PH-3 : Version améliorée pour l'US Coast Guard, doté de capots de refroidissement de type NACA et d'une verrière fermée pour les pilotes. Retrouvant son armement d'origine, il fut également produit à sept exemplaires.

## Utilisateurs
- États-Unis
  - United States Navy
  - United States Coast Guard : jusqu'en 1944.